# Aithusa (Architektur)
Aithusa (altgriechisch ἡ αἴθουσα) wird bei Homer die offene, mit Säulen versehene Vorhalle eines Hauses genannt. Der davor gelegene Vorhof wird als Prothyron  (τὸ πρόθυρον) bezeichnet.
Dieser Beschreibung entsprechende Eingangsbereiche finden sich bereits bei den mykenischen Palästen des 2. Jahrtausends v. Chr. und in der frühgriechischen Hausarchitektur des 10. und 9. Jahrhunderts v. Chr. Später wird es ein gängiges Merkmal griechischer Tempel.